# Stefan Kaufmann (chính khách)
Stefan Kaufmann (sinh ngày 21 tháng 8 năm 1969 tại Stuttgart) là một chính khách người Đức của Liên minh Dân chủ Kitô giáo (CDU), người đã phục vụ như một thành viên của Bundestag Đức từ năm 2009.

## Tuổi thơ
Kaufmann được sinh ra là con út trong ba anh em trong một gia đình sống ở Stuttgart-Weilimdorf. Cha của ông, một thư ký bí mật, đã qua đời vào năm 1982. Ông đã nhận được Abitur của mình vào năm 1989 tại Solitude-Gymnasium và phục vụ trong Zivildienst của ông tại Diakonisches Werk Wurmern. Ông theo học đại học ở Tübingen, chuyên ngành Khoa học pháp lý, bao gồm một năm tại Đại học Leiden. Sau đó, anh làm trợ lý khoa học tại Đại học Hohenheim. Kaufmann đã có học bổng của Quỹ Konrad Adenauer kể từ trước khi ông tốt nghiệp đại học và trở thành Tiến sĩ luật năm 2001. Ông là thành viên của Phi Delta Phi.

## Đời tư
Kaufmann là người đồng tính công khai. Ông thích âm nhạc cổ điển và opera, cũng như múa ba lê và sân khấu. Ông chơi Organ và dạy bài trên nhạc cụ, hát trong dàn hợp xướng và chỉ đạo một dàn nhạc thính phòng nhỏ ở Tübingen. Năm 2005, ông trở thành chủ tịch của ban hợp xướng Friends Oratorio.
Vào tháng 6 năm 2010, Kaufmann đã tham gia vào một cuộc hành trình khi một chiếc DC-3 lịch sử mà ông đang lái bị rơi ngay sau khi cất cánh.